# 萩ノ茶屋駅
萩ノ茶屋駅（はぎのちゃやえき）は、大阪市西成区萩之茶屋にある、南海電気鉄道の駅である。駅番号はNK04。
線路名称上は南海本線に所属するが、運行系統上高野線の列車しか停車しない。

## 概要
当駅の駅名は、かつてこの辺りの住吉街道沿いに「萩の茶屋」と呼ばれる茶屋があったことに由来する。この茶屋は当駅から1kmほど北（今宮戎神社の北方）に位置する広田神社の門前にかつて存在した、「萩の茶屋」（紅白に彩られた萩を植えていたことからそういわれる）の支店であった。
所在地は西成区萩之茶屋となっているが、1973年（昭和48年）の町名変更が行われる前までは、東萩町であった。一方、駅名は1907年（明治40年）の開業時から一貫して萩ノ茶屋である。
当駅の所属路線は南海本線である。下図に示す通り、当駅を含む難波駅 - 岸里玉出駅間は南海本線所属でありながら、系統上では南海本線と高野線の重複区間となっており、各線の線路も別々に敷設された線路別複々線となっている。このうち、当駅および今宮戎駅には高野線列車が使用する東側2線のみにホームが設けられており、西側2線には運行系統上の南海本線の上下線が通過する。以前は、東側2線を経由し当駅・今宮戎駅に停車する南海本線の各駅停車も存在したが、現在は高野線の各駅停車のみが停車する。そのため、隣の天下茶屋駅に再び優等列車が徐々に停車し始めるようになるまでは、和歌山市・関西空港方面へ急ぐ際はまず当駅から天下茶屋駅まで高野線各停に乗車し、次に南海本線普通に乗り換え、さらに堺駅で特急か急行に乗り換えなければならず不便だった。
|                                 |
| 図 - 難波・岸里玉出間の路線状況 |

南海天王寺支線の天下茶屋駅 - 今池町駅間の部分廃止後の1984年から1993年は、今池町駅と当駅の間を徒歩連絡としていた。

## 歴史
- 1907年（明治40年）12月20日：南海鉄道の恵美須駅（現・今宮戎駅） - 天下茶屋駅間に新設。
- 1937年（昭和12年）11月1日：東線（現在の高野線用）高架化。
- 1938年（昭和13年）9月10日：高架化完成。
- 1944年（昭和19年）6月1日：会社合併により近畿日本鉄道の駅となる。
- 1947年（昭和22年）6月1日：路線譲渡により南海電気鉄道の駅となる。
- 1970年（昭和45年）11月23日：南海本線の東線各駅停車が廃止。以降高野線各駅停車のみの停車となる。
- 2012年（平成24年）4月1日 ：駅ナンバリングが導入され、使用を開始[2][3]。

## 駅構造
島式1面2線のホームを持つ高架駅。ホーム有効長は6両。上り線の西側に全列車通過となる南海本線列車用の線路がある。2階にホーム、1階に改札口がある。ホームとコンコースを結ぶエレベーターもある。
新今宮駅とは駅間距離が600mしか離れていないため、当駅ホームから新今宮駅ホームや停車中の列車がよく確認できる。

### のりば
| のりば | 路線   | 方向 | 行先       |
| ------ | ------ | ---- | ---------- |
| 1      | 高野線 | 下り | 高野山方面 |
| 2      | 高野線 | 上り | なんば方面 |

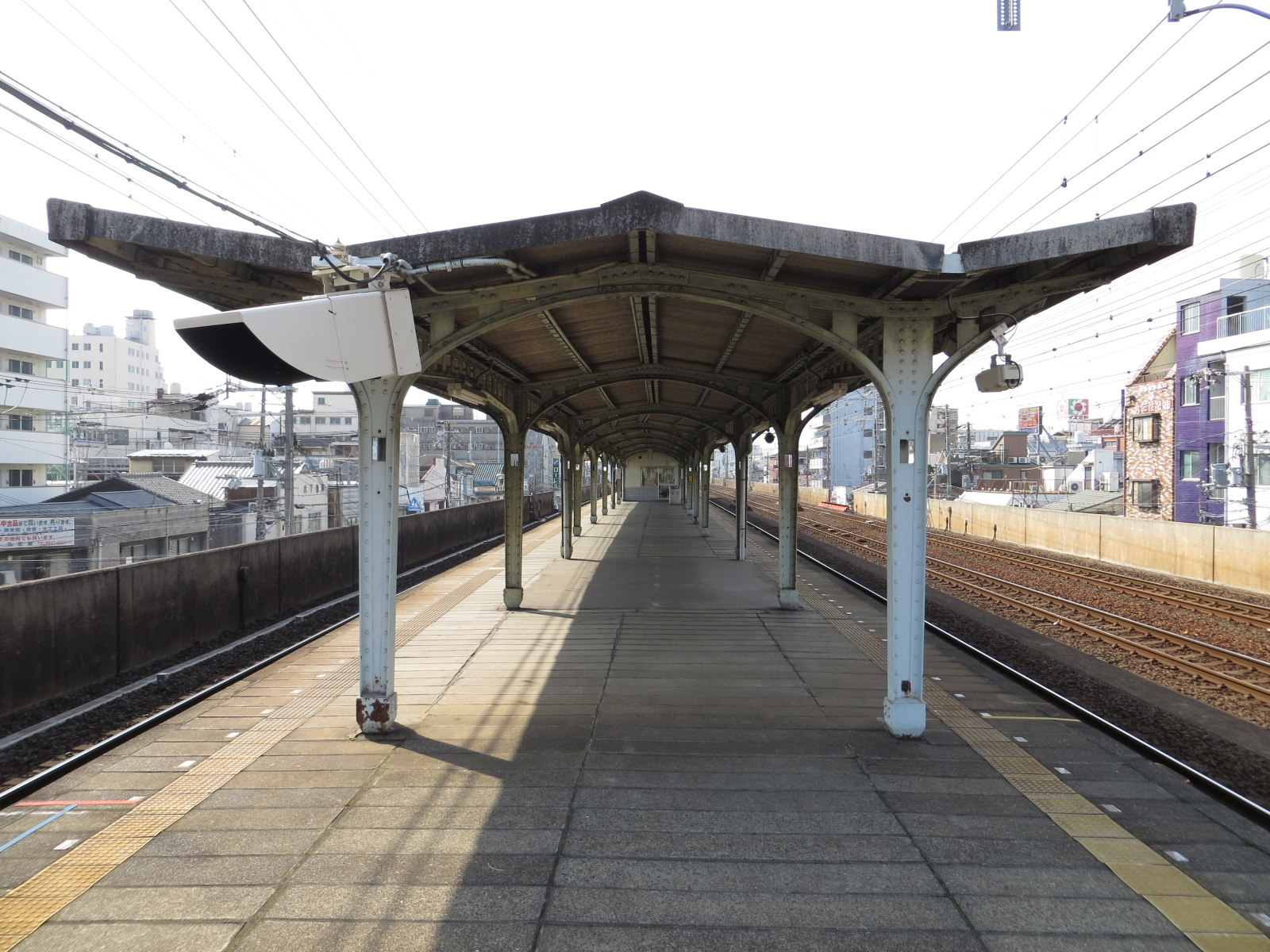
プラットホーム

## 利用状況
2019年（令和元年）次の1日平均乗降人員は1,553人で、南海全100駅中69位である。
近年の1日平均乗降・乗車人員は下表の通り。
| 年次               | 1日平均 乗降人員 | 1日平均 乗車人員 | 出典   |
| ------------------ | ---------------- | ---------------- | ------ |
| 1990年（平成02年） | 4,407            | 1,693            | [ 6 ]  |
| 1991年（平成03年） | 4,336            | 1,649            | [ 7 ]  |
| 1992年（平成04年） | 4,151            | 1,576            | [ 8 ]  |
| 1993年（平成05年） | 4,082            | 1,519            | [ 9 ]  |
| 1994年（平成06年） | 3,976            | 1,474            | [ 10 ] |
| 1995年（平成07年） | 3,965            | 1,505            | [ 11 ] |
| 1996年（平成08年） | 3,893            | 1,460            | [ 12 ] |
| 1997年（平成09年） | 3,806            | 1,384            | [ 13 ] |
| 1998年（平成10年） | 3,404            | 1,267            | [ 14 ] |
| 1999年（平成11年） | 2,857            | 1,139            | [ 15 ] |
| 2000年（平成12年） | 2,696            | 1,062            | [ 16 ] |
| 2001年（平成13年） | 2,612            | 1,000            | [ 17 ] |
| 2002年（平成14年） | 2,515            | 958              | [ 18 ] |
| 2003年（平成15年） | 2,495            | 943              | [ 19 ] |
| 2004年（平成16年） | 2,403            | 917              | [ 20 ] |
| 2005年（平成17年） | 2,311            | 877              | [ 21 ] |
| 2006年（平成18年） | 2,259            | 857              | [ 22 ] |
| 2007年（平成19年） | 2,173            | 823              | [ 23 ] |
| 2008年（平成20年） | 2,066            | 783              | [ 24 ] |
| 2009年（平成21年） | 1,948            | 746              | [ 25 ] |
| 2010年（平成22年） | 1,873            | 723              | [ 26 ] |
| 2011年（平成23年） | 1,820            | 698              | [ 27 ] |
| 2012年（平成24年） | 1,738            | 658              | [ 28 ] |
| 2013年（平成25年） | 1,683            | 655              | [ 29 ] |
| 2014年（平成26年） | 1,554            | 610              | [ 30 ] |
| 2015年（平成27年） | 1,571            | 633              | [ 31 ] |
| 2016年（平成28年） | 1,506            | 635              | [ 32 ] |
| 2017年（平成29年） | 1,496            | 646              | [ 33 ] |
| 2018年（平成30年） | 1,525            | 688              | [ 34 ] |
| 2019年（令和元年） | 1,553            | 738              | [ 35 ] |

## 駅周辺
駅西側に花園北本通商店街、東側に萩之茶屋本通商店街がある。
- Osaka Metro四つ橋線 花園町駅
- 阪堺電気軌道阪堺線 今池停留場・今船停留場
- 大阪市立新今宮小学校・今宮中学校
- 新日本大阪ボクシングジム
- 杏林記念病院
- 西成花園郵便局
- りそな銀行 萩ノ茶屋支店
- 松乃木大明神（猫塚、近松門左衛門の碑）
- オーエス劇場
- 鶴見橋商店街
- デイリーカナートイズミヤ花園店
- スーパー玉出花園店・天下茶屋店・今池店
- ホテル・ブルーメン花園北
- あいりん地区
  - 西成警察署
  - 釜ヶ崎解放会館・釜ヶ崎日雇労働組合・釜ヶ崎地域合同労働組合

萩ノ茶屋駅舎やガードの雰囲気が、漫画『じゃりン子チエ』に登場する駅（駅名は西萩）に類似している。同作品の舞台も「西萩」であること、また当駅西方にはかつて西萩町（現在の西成区花園北2丁目の一部）という地名もあったことから、萩ノ茶屋駅周辺が同作品のモデルとされることもある。

## 隣の駅
南海電気鉄道
 南海本線
全列車通過
 高野線

■快速急行・■急行・■区間急行・■準急
通過
■各停
新今宮駅 (NK03) - 萩ノ茶屋駅 (NK04) - 天下茶屋駅 (NK05)
- ( ) 内は駅番号を示す。